# 2-й конный корпус 11-й армии
2-й конный корпус (2-й кк) 11 армии — воинское соединение в РККА вооружённых сил СССР в 1920 г..

## История
Приказом войскам 11 армии N 50 от 12 апреля 1920 г. на базе расформированного этим приказом Экспедиционного корпуса был сформирован конный корпус в составе 7-й и Отдельной (вп. 18-й) кд и Таманской кавбригады.
Приказом войскам Кавказского фронта N 625/с от 27 апреля 1920 г. получил наименование 2 конного корпуса 11 армии.
Корпус участвовал в охране районов гг. Дербент, Петровск-Порт, Темир-Хан-Шура, в Бакинской операции (28 апр.-1 мая 1920) (продвижение западнее Баку, перехват переправ через р. Куру, участка ж.д. Баку-Гянджа, овладение гг. Шемаха, Нуха, предместьями Баку), в подавлении антисоветских выступлений в Карабахе, Закатальском уезде, в охране границы с Грузией.
Приказом войскам 11 армии N 361 от 3 августа 1920 г. расформирован.